# Eden*
『eden*』（エデン*）とは2009年9月18日にminoriより発売されたインタラクティブノベルである。

## 概要
minoriとしては初の全年齢対象ソフトであるが、本編と同時に発売される拡張データディスク『eden* PLUS+MOSAIC』をインストールする事によって、性行為や流血表現のCGを追加される形となっている。その際に該当部分の声については声質が似た別の者を起用すると同社HP上にて記載された。販売に関しては独自企画を用意している一部のショップ以外では、本編と拡張のパッケージがそれぞれ分けられた形での発売される事となった。
また、本作には立ち絵が一切存在しないことも話題を呼んだ。
2015年1月30日には、MangaGamerが翻訳した英語版がSteam上で発売された。

## ストーリー
火星付近に突如出現したエネルギーの塊、通称破滅の星の影響で地球は異常気象や急な地殻変動に襲われ、それをきっかけとして各地で戦争やテロ行為が頻発したことも重なり、世界は破滅的な打撃を受けた。
人類は滅亡を回避する為に、100年をかけて地球からの脱出を計画し、その実行組織として『地球統一政府』の設立した。さらに、地球脱出の根幹となる高い知能と不老長寿の肉体を持つ新たな人類“フェリクス”を生み出す『フェリクス計画』という2つのプランが立案・遂行された。
それから99年の時が流れ、地球脱出計画は完遂も間近となった。その計画の中核メンバーとして多大な貢献をし、残り少ない余生を人類がいなくなった地球で過ごしたいと望むフェリクスの少女・シオンの元へ、統一軍から一人の青年・榛名 亮が派遣されて来た。彼の仕事は少女を守る事。そして、少女の自由を束縛する事であった。

## 登場キャラクター
※声優名はゲーム本編 / PLUS+MOSAICの順

### メインキャラクター
榛名 亮（はるな りょう）
声 - 間島淳司 / 須賀紀哉
主人公の青年。元特殊部隊GATの隊員で階級は准尉。兵士としては優秀であり、多くの戦場で功績を挙げてきた。脱出計画が完遂間近で平和な世界情勢のなか、軍の教官職をしていた現状に持て余していた。そこで昔なじみである直人に引き抜かれ第703研究所に配属される。
シオン
声 - 志村由美 / 丹下葉子
人類を救った少女として知られているフェリクス。地球脱出計画の移民船開発の中心的人物。見た目は十代前半だが、フェリクスであるがゆえに優に百歳を超えており、そのせいかどこか虚無的な性格をしている。フェリクスの限界年齢を超えていて、そろそろ寿命が近いと噂されており、本人もそれを否定しない。
昔から研究所の中で暮らしていたため外の世界に憧れている。しかしそれを許されない自身の現状に諦めの境地でいる。
エリカ
声 - 中島裕美子 / 山田ゆな
シオンの姉。何故かメイド姿で妹の世話をするフェリクスの女性。元は彼女も移民船開発に携わる優秀なフェリクスだったが、シオンが研究に携わるようになってからは彼女の世話をするようになる。
稲葉 直人（いなば なおと）
声 - 遠近孝一 / 壬生中将
シオンが住んでいる第703研究所の護衛部隊の隊長で、階級は少佐。父親も元軍人（陸軍大将）だった。亮を軍に引き入れた張本人でもある。その立場を利用して昇進を拒んでるという噂が流れている。
浅井（あさい）・F・ラヴィニア
声 - 中村繪里子 / 多々野仁美
シオンやエリカの護衛を勤める亮と同年代の少女。階級は亮と同じく准尉。明るくサバサバとした性格だが、ナイフを用いた近接戦闘のプロフェッショナルであり、その腕前は確かなもの。愛称はラヴィ。Fは日本人名である。フェリクスに対しどこか心酔したところがあり、直人の出す裏の仕事にも携わっている。また、第703研究所に勤めている女性軍人の中では階級はトップ。

### サブキャラクター
ナツメ
声 - 岡田純子
亮の小さい頃にごく短い期間一緒に過ごした人物。亮は姉さんと呼んでいたが、実際は血縁関係ではなく、第703研究所から脱走してきたフェリクスである。
第703研究所では移民船開発のソフトウェア開発に関わっており、シオン程ではないものの、フェリクスの中でも優秀な部類であった。亮によると、エリカとはよく似ている。
塔野 真夜（とうの まや）
声 - 後藤麻衣 / 春川モモ
最近売り出し中のフリージャーナリスト。亮曰く『俺やラヴィより一つ二つくらい年下』。
どこからか第703研究所にシオンがいることを嗅ぎ付け、熱心にインタビューを申し込んでいた。明るい性格をしている反面バカな発言が目立ち、シオンからは「いい意味でバカ」と評されている。それでも、ジャーナリストとしては熱心で、シオンは以前に彼女がインタビューしている映像を見たことがあった。主に地球脱出計画の技術者達への取材を行っており、いくつかの二流雑誌に記事を載せている（二流雑誌と言われた時には本人も否定できなかった）。洗練された文章ではないがそこそこ読ませる面白い記事を書いている。

## 主題歌
「little explorer」
作詞 - 酒井伸和 / 作曲・編曲 - 天門 / 歌 - 原田ひとみ

## インターネットラジオ
- 終末のエデン
  - 音泉で2009年7月3日から2010年1月29日まで配信されていた。全30回。メインパーソナリティは中島裕美子と遠近孝一。

## ソーシャルゲーム
eden* 学園恋物語
コムシードにより、2011年3月11日よりMobageで、同年11月29日よりGREEでサービス開始。2012年7月25日にサービス終了。
ある学園を舞台に、転校生である主人公が突然生徒会の副会長に指名されるところからスタートする。
eden*のキャラクターが役どころを変えて登場し、プレイヤーが会話を重ねながら親密度を高める。一方で、「夢」の形で『eden*』のゲームストーリーも展開し、双方のストーリーがリンクする仕様になっている。

## 反響

### 評価
本作は、Getcu.comの2009年度版ユーザーランキングのシナリオ部門で第4位、グラフィック部門とムービー部門でそれぞれ第1位にランクインした。投票したユーザーからは「選択肢のない一本道だが、シナリオのボリュームは十分すぎるほどだった」といった声が寄せられた。